# The Biggest Ragga Dancehall Anthems 1999
The Biggest Ragga Dancehall Anthems 1999 – pierwszy album z serii kompilacji The Biggest Ragga Dancehall Anthems, wydany 5 października 1999 roku przez londyńską wytwórnię Greensleeves Records. 
25 marca 2000 roku album osiągnął 4. miejsce w cotygodniowym zestawieniu najlepszych albumów reggae magazynu Billboard (ogółem był notowany na liście przez 48 tygodni).

## Lista utworów

### CD 1
1. Mr. Vegas - "Heads High"
2. Beenie Man - "Let Him Go"
3. Sean Paul & Mr. Vegas - "Hot Gal Today"
4. Buccaneer - "Bruk Out"
5. Zebra - "Right Type A Love"
6. Burro Banton - "Boom Wha Dis"
7. Beenie Man - "100 Dollar Bag"
8. Ward 21 - "Haters"
9. Shaggy - "Sexy Gal"
10. Capleton - "Final Assassin"
11. Mr. Vegas - "Wave"
12. Sizzla & Luciano - "In This Time"
13. Red Rat - "Dwayne"
14. Buju Banton - "Fake Smile"
15. Shabba Ranks - "X Rated"
16. Bounty Killer - "Psycho Med"
17. Bushman - "Fire Bun A Weak Heart"
18. Zebra - "You See Me"
19. Capleton - "More Prophet"
20. Beenie Man - "Who Am I (Zim Zimma)"

### CD 2
1. General Degree - "Traffic Blocking"
2. Beenie Man - "Battery Dolly"
3. Ward 21 - "Judgement Day"
4. Goofy - "Normal"
5. Mr. Vegas - "Nike Air (Hands In The Air)"
6. Zebra - "Unfair You Know"
7. Beenie Man - "Always Be My Baby"
8. Shaggy - "Model Ya Mi Gal"
9. Capleton - "High Grade"
10. Red Rat - "Bruk Mi Ducks"
11. Spragga Benz - "Shotta"
12. Crissy D & Goofy - "Hot Stuff"
13. Zebra - "Selassie Warning"
14. Chico - "Pavarotti"
15. Capleton - "Never Get Down"
16. Buccaneer - "Fade Away"
17. Buju Banton - "Probation"
18. General Degree - "Sweet Caan Done"
19. Beenie Man & Red Rose - "Ruff Like We"
20. Sizzla - "Black Woman & Child"